# Nuno Luís
Nuno José Gonçalves Luís est un ancien footballeur portugais né le 15 janvier 1975 à Vila Franca de Xira. Il évoluait au poste d'arrière droit.

## Biographie
Formé au Sporting Portugal, Nuno Luís joue principalement en faveur de l'Académica de Coimbra et du SC Campomaiorense.
Au total, il dispute 167 matchs en 1re division portugaise et inscrit 4 buts dans ce championnat.
Nuno Luís reçoit par ailleurs 7 sélections avec l'équipe du Portugal des moins de 21 ans.

## Carrière
- 1987-1993 :  Sporting Portugal (centre de formation)
- 1993-1994 :  Académica de Coimbra
- 1994-1998 :  SC Campomaiorense
- 1998-2001 :  UD Salamanque
- 2001-2002 :  CD Nacional
- 2002-2007 :  Académica de Coimbra
- 2007-2008 :  Omonia Nicosie[2]

## Statistiques
- 167 matchs et 4 buts en 1re division portugaise
- 92 matchs et 3 buts en 2e division portugaise
- 9 matchs et 0 but en 1re division espagnole
- 13 matchs et 0 but en 2e division espagnole